# Aurapex
Aurapex är ett släkte av svampar. Aurapex ingår i familjen Cryphonectriaceae, ordningen Diaporthales, klassen Sordariomycetes, divisionen sporsäcksvampar och riket svampar.
|         | Endothia                              |
|         |                                       |
|         | Cryphonectria                         |
|         |                                       |
|         | Endothiella                           |
|         |                                       |
|         | Chrysoporthe                          |
|         |                                       |
|         | Amphilogia                            |
|         |                                       |
| Aurapex | \| \| Aurapex penicillata \| \| \| \| |
|         | \| \| Aurapex penicillata \| \| \| \| |
|         | Celoporthe                            |
|         |                                       |
|         | Holocryphia                           |
|         |                                       |
|         | Ursicollum                            |
|         |                                       |
|         | Microthia                             |
|         |                                       |
|         | Prosopidicola                         |
|         |                                       |
|         | Chrysoporthella                       |
|         |                                       |
|         | Rostraureum                           |
|         |                                       |
|         | Aurapex penicillata                   |
|         |                                       |

|  | Aurapex penicillata |
|  |                     |